# سارة بيرس (مدرسة)
سارة بيرس (بالإنجليزية: Sarah Pierce)‏ هي مُدرسة أمريكية، ولدت في 26 يونيو 1767، وتوفيت في 19 يناير 1852.

## وصلات خارجية
- سارة بيرس على موقع الموسوعة البريطانية (الإنجليزية)